# Neosalvarsan
Neosalvarsan é um quimioterápico sintético que é um composto organoarsênico. Tornou-se disponível em 1912 e substituiu o salvarsan mais tóxico e menos solúvel em água como um tratamento eficaz para a sífilis. Como ambos os arsenicais apresentavam risco considerável de efeitos colaterais, eles foram substituídos por essa indicação pela penicilina na década de 1940.
Ambos salvarsan e neosalvarsan foram desenvolvidos no laboratório de Paul Ehrlich em Frankfurt, Alemanha. Suas descobertas foram o resultado do primeiro esforço organizado da equipe para otimizar a atividade biológica de um composto de chumbo através de modificações químicas sistemáticas. Este esquema é a base para a pesquisa farmacêutica mais moderna. Ambos salvarsan e neosalvarsan são pró-drogas - isto é, eles são metabolizados na droga ativa no corpo.